# Wahlen in Namibia
Bei Wahlen in Namibia unterscheidet man seit der Unabhängigkeit 1990 vier verschiedene Anlässe, zu denen diese in Namibia stattfinden. Alle Wahlen basieren auf der Verfassung Namibias und dem Wahlrecht von 2014 (englisch Electoral Act 2014) Namibia, als demokratischer Staat, stützt sich auf ein Mehrparteiensystem. Namibia ist für Wahlen in derzeit (Stand: 9. August 2013) 121 Wahlkreise unterteilt.

## Wahlrecht
Das aktive Wahlrecht in Namibia haben alle namibischen Staatsbürger, die das 18. Lebensjahr vollendet haben. Das passive Wahlrecht hat jeder namibische Staatsbürger, der das 21. Lebensjahr vollendet hat. Im Falle der Präsidentschaftswahl muss diese Person mindestens 35 Jahre alt sein und die Vorschriften der Verfassung zur Wählbarkeit in die Nationalversammlung erfüllen.

## Wahlen

### Präsidentschaftswahlen
Der Staatspräsident wird seit der ersten Wahl 1994  alle fünf Jahre nach dem Mehrheitswahlrecht durch direkte, allgemeine und gleiche Wahl gewählt. Zum Präsidenten ist gewählt, wer mehr als 50 Prozent der Stimmen auf sich vereinigen kann. Bei einer Stichwahl treten lediglich die zwei besten Kandidaten an.

### Nationalversammlung
Die namibischen Parlamentswahlen (Nationalversammlung) finden alle fünf Jahre seit 1989 statt. Hierbei werden nach dem Verhältniswahlrecht politische Parteien gewählt, die zuvor von der Namibischen Wahlkommission zugelassen worden sind. 96 Mitglieder (bis zur Wahl 2014 nur 72) der Nationalversammlung werden durch diese Wahl auf Grundlage von Parteilisten gewählt. Acht (bis zur Wahl 2014 nur 6) Mitglieder werden vom Staatspräsidenten ernannt.
Den Einzug in die Nationalversammlung erhalten alle Parteien, die dem mathematischen Verhältnis nach mindestens einen Parlamentssitz gewinnen. Bei den bisherigen Wahlen lag diese Schwelle bei 0,62 Prozent bis 0,82 Prozent. Eine Sperrklausel gibt es nicht.

### Regionalratswahlen
Die Regionalratswahlen in den 14 (bis August 2013 nur 13) Regionen von Namibia fanden mit Beginn 1992 alle sechs Jahre statt. Mit der Regionalratswahl 2010 wurde die Legislaturperiode auf fünf Jahre gesenkt. Die nächsten Wahlen fanden 2015 (erstmals in 14 Regionen) und sollen wieder 2020 stattfinden.
Wer die meisten Stimmen in seinem Wahlkreise bei Direktwahl gewinnt, der erhält einen Sitz im Regionalrat seiner Region. Somit hat jeder Regionalrat genau so viele Mitglieder, wie es Wahlkreise in der Region gibt. Der Gouverneur einer Region wird seit der Wahl 2010 direkt vom Staatspräsidenten ernannt. Er muss keiner bestimmten politischen Partei angehören. Zuvor wurde dieser aus dem Kreis der Regionalratsmitglieder von ebendiesen gewählt.
Wahlberechtigt sind die Personen, die in dem jeweiligen Wahlkreis registriert sind (mindestens 12 Monate nachweisbarer Wohnsitz nötig).

#### Nationalrat
Die 42 Mitglieder (bis zur Wahl 2015 nur 26) des Nationalrats setzen sich aus jeweils drei (bis zur Wahl 2015 nur 2) Mitgliedern der Regionalräte in jeder Region zusammen. Diese werden in geheimer Direktwahl von den jeweiligen Regionalräten aus ihren Reihen gewählt.

### Kommunalwahlen
Die Kommunalwahlen, auf Ebene von Gemeinden und Städten sowie Dörfern, finden parallel zu den Regionalratswahlen seit 1992 statt. Es wird nach dem Verhältniswahlrecht mit Parteiliste auf Grundlage mathematischer Verhältnisse gewählt (vergleiche Wahl zur Nationalversammlung).
Wahlberechtigt sind die Personen, die in dem jeweiligen Kommunalgebiet für mindestens 12 Monate leben.